# Amelanchier alnifolia
Amelanchier alnifolia (Nutt.) Nutt. ex M. Roem., 1847, nota in inglese coi nomi Saskatoon, Pacific serviceberry, Western serviceberry, alder-leaf shadbush, dwarf shadbush, o western juneberry, è un arbusto della famiglia delle Rosacee, con frutti a bacca, commestibili, originaria del Nord America dall'Alaska e nella maggior parte del Sud ovest del Canada occidentale, nonché degli Stati Uniti d'America nordoccidentali.

Storicamente fu definita "pigeon berry" (bacca dei piccioni).

## Etimologia
Il nome del frutto "Saskatoon" deriva dal linguaggio nativo Cree per identificare il frutto, con il nome misâskwatômin, plurale misâskwatômina.
Il nome della città di Saskatoon e della provincia di Saskatchewan sono derivati dal nome dello stesso frutto.

## Descrizione

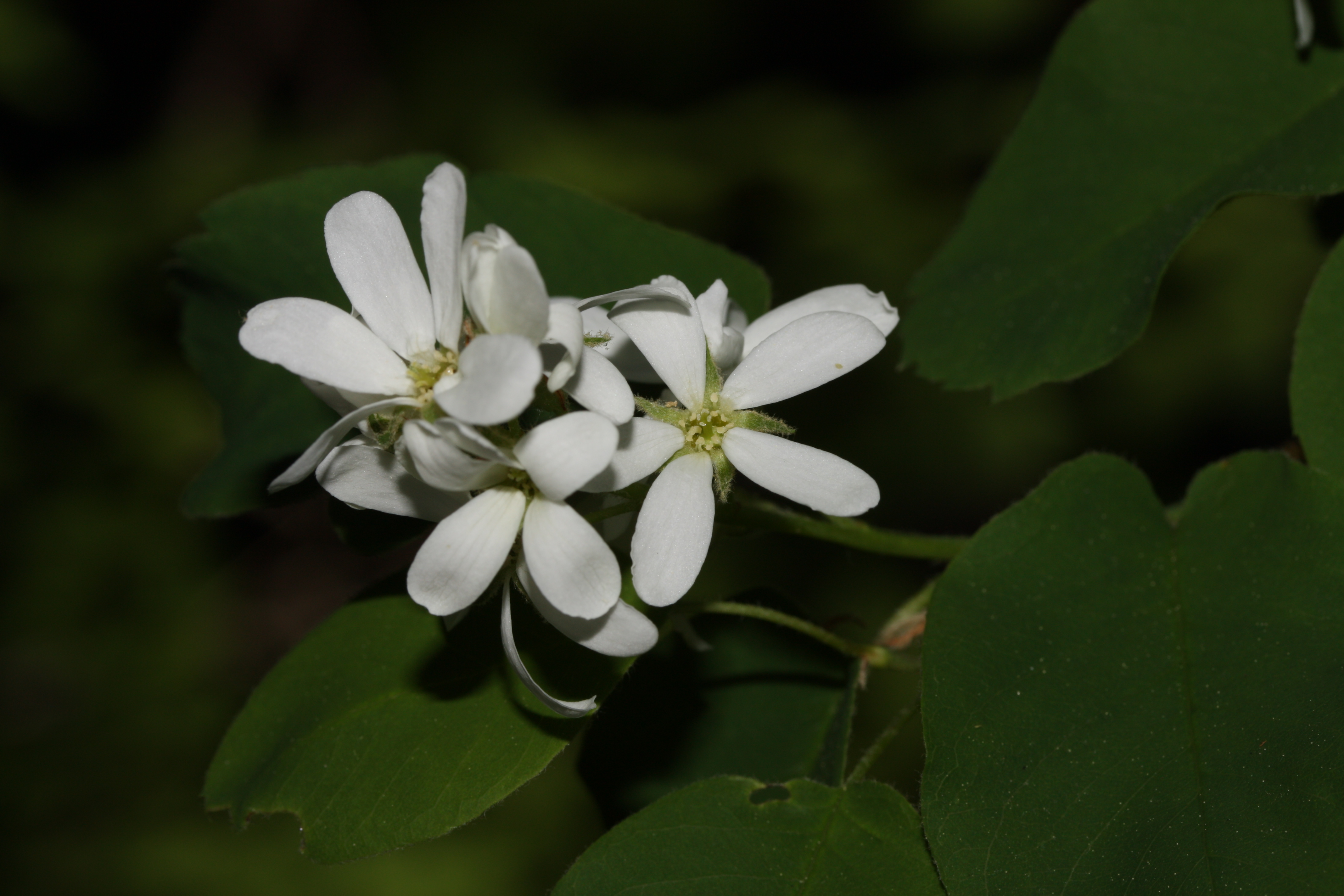
Fiori: da tre a 20 fiori sono raccolti in corti racemi.

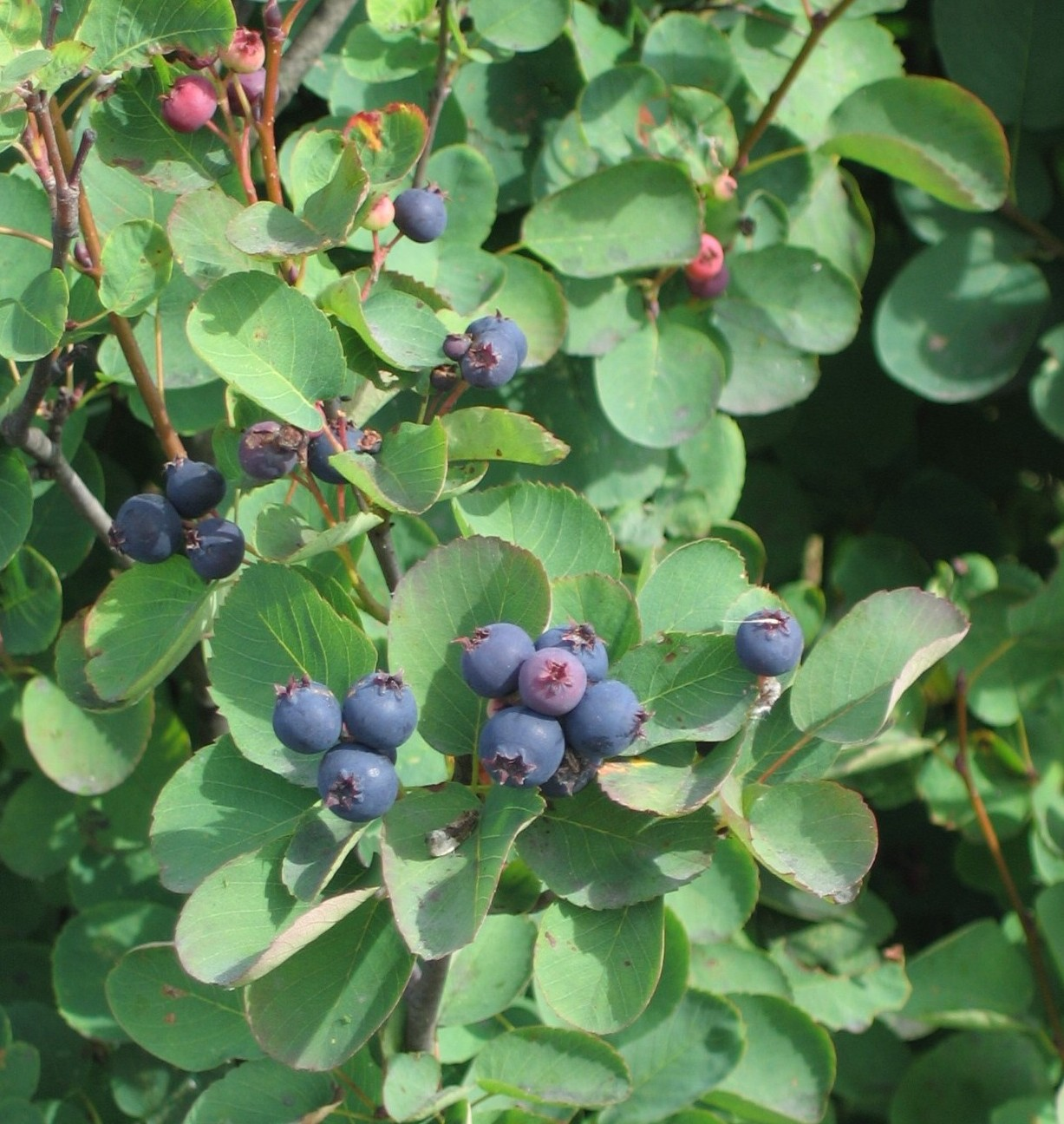
I frutti assomigliano ai mirtilli, ed hanno una superficie cerosa.

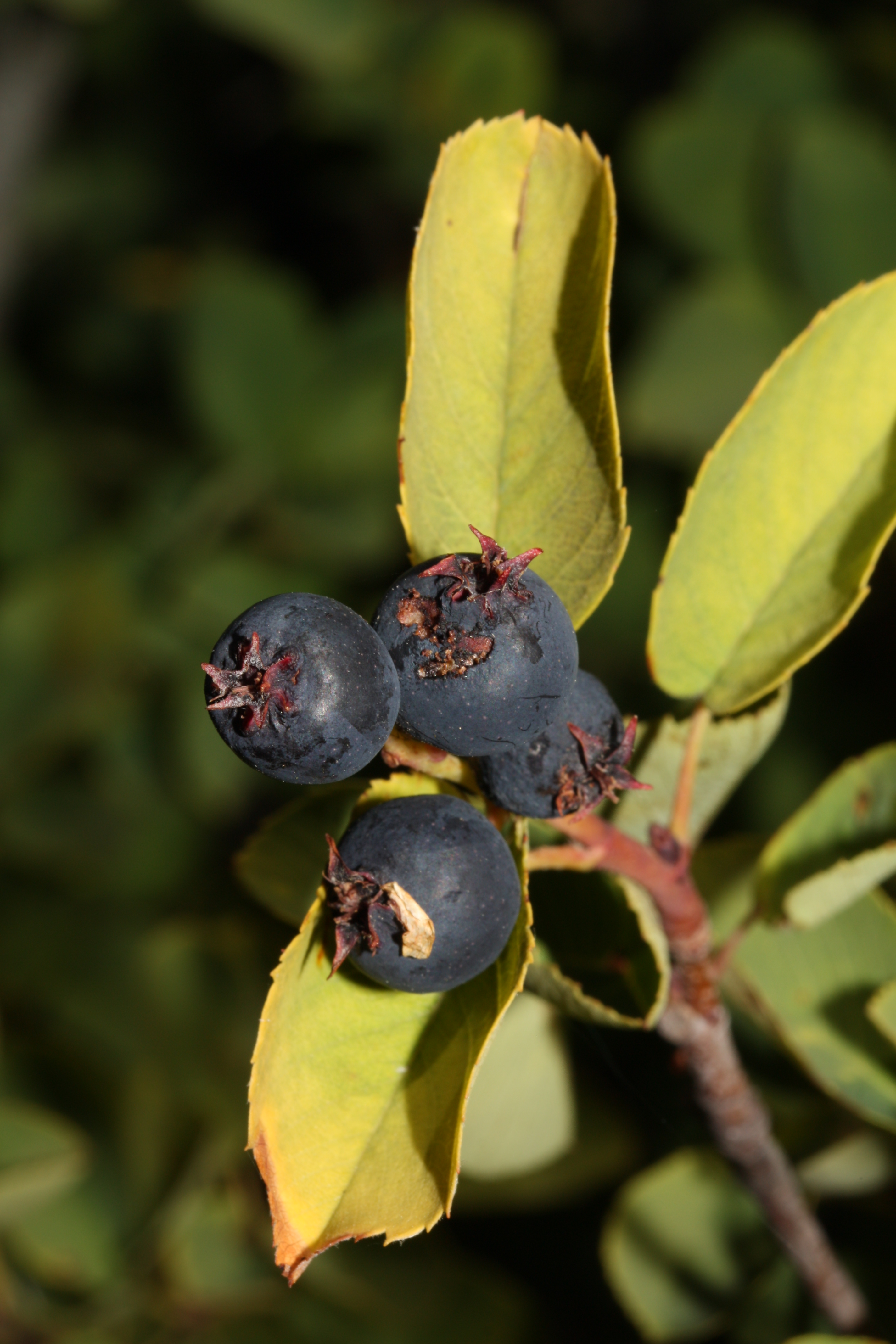
I pomi di 15 mm di diametro maturi a fine estate.

È un arbusto, o piccolo albero che può crescere fino a 8 metri di altezza, in suolo ricco.
In condizioni normali ha una forte tendenza ad assumere un portamento con molti fusti dipartenti dalla base (polloni), cosa che in natura produce una sorta di colonia monoclonale (formata dallo stesso individuo).
Le foglie sono ovate o quasi tonde, lunghe 2–5 cm, e poco meno in larghezza; le foglie portano brevi piccioli. Le foglie sono dentate.
I fiori bianchi (2–3 cm) sono raccolti in brevi racemi in gruppi da 3 a 20, la fioritura è primaverile in epoca della crescita delle foglie.
Il frutto è un piccolo pomo, di colore porpora scuro, ha dimensioni da 5 a 15 mm di diametro, matura in inizio estate sulla costa, ma a fine estate in quota, o in luoghi più freddi.

## Distribuzione e habitat
Cresce dal livello del mare fino a 2600 m in California, e fino a 3400 m sulle Montagne Rocciose meridionali

## Coltivazione
Le piante sono collocate a passo di 4 – 6 m tra le file e 0,5 – 1 m, in modo da produrre una siepe continua.
Il Saskstoon è coltivato in qualunque tipo di terreno, escludendo terreni non drenati o eccessivamente poveri e sassosi.
Il terreno profondo assicura buoni risultati anche in caso di clima siccitoso, o in carenza di irrigazione.
La resistenza al freddo invernale è eccezionalmente alta, ma i fiori possono soffrire per geli tardivi di eccezionale entità.
Necessita di pieno sole per la maturazione dei frutti.

## Usi
Di sapore gradevole i frutti sono stati usati da secoli, come cibo, dai Nativi canadesi, freschi e seccati.
È usata come ingrediente nel pemmican, una preparazione di carne seccata e bacche di Saskatoon, aggiunte come insaporente e conservante.
Spesso le bacche sono preparate in dolci, composte, ma anche fermentate in sorta di "vino", birra" o "sidro", o fermentate in infusioni zuccherine.
Sono unite, essiccate, a preparati con i cereali per la prima colazione, come altri frutti minori.

## Avversità
Amelanchier alnifolia è suscettibile alle malattie che colpiscono le mele, ed in minore approssimazione, le rose, soprattutto da funghi.